# Марян
Марян е село в Северна България. То се намира в община Елена, област Велико Търново.

## География
Село Марян се намира на около 8 км източно от град Елена, на пътя за град Сливен. Разположено е на равно място между реките Боровщица (Руховска, Мийковска) и Бързица (Костелска), на 300 м надморска височина. От изток, север и запад селото е заобиколено с хълмове и е открито към юг.

## История
Някои изследователи го определят като едно от най-старите селища в Еленско, по-старо от Елена. Те свързват неговото възникване с епохата на римското и ранновизантийското крепостно строителство в Предбалкана и Балкана. Основание за това дават останките от базилика от V или VI век, върху които е имало църква или манастир. Тези останки се намират в северния край на селото, където се сливат двете реки. Тук са открити мраморни колони и капители от V – VI век, които се съхраняват в Софийския археологически музей.
Една от легендите за името на селото гласи, че на път за Цариград от там минала сестрата на цар Иван Шишман, Кера Тамара, която народа галено наричал Мара. Тази велика българка, която минала под венчило с другоезичник за да спаси страната и народа си, оставила калпак с жълтици, за да се построи манастир и да се слави името Христово и нейното.
Селото е било заселено отново около 1800 година, когато някой си дядо Радул или Радивой дошъл неизвестно откъде (според някои от Западна България) и заварил тук един манастирски чобанин (овчар). По-късно дошъл от Арбанаси дядо Яко, основателят на Кирчевския род в селото.
Може да се предполага, че наличието на църква или манастир между двете реки е създавало условия за събиране в празнични дни да се причестяват/черкуват тук овчари от околните махали и така възниква селището. Надделява мнението, че първите заселници са били овчари, които са пасли манастирския добитък. Кошарите им се намирали в южните покрайнини на селото и тази част се наричала Чобановци. Югоизточната част на селището се наричала Мурадовци – от името на султан Мурад.
Край Марян са се водили много битки между турската и руската армии през 1877 г. Те са не по-малко важни за изхода на войната от шипченската битка, защото не са дали възможност на турците да прекарат войски в помощ на Плевенската крепост, обсадена от ген. Тотлебен. По време на войната селото е опожарявано 2 пъти от османпазарския башибозук.

## Население
Преброяване на населението през 2011 г.
Численост и дял на етническите групи според преброяването на населението през 2011 г.:
|                     | Численост | Дял (в %) |
| Общо                | 106       | 100,00    |
| Българи             | 104       | 98,11     |
| Турци               | 0         | 0,00      |
| Цигани              | 0         | 0,00      |
| Други               | 0         | 0,00      |
| Не се самоопределят | 0         | 0,00      |
| Неотговорили        | 1         | 0,94      |

## Управление
Както преди Освобождението, така и след това събитие в селото е имало първенец, който да се грижи за неговите нужди. За такъв е бил определен Тодор Стойков, син на Стойко Кирчев
от чорбаджийския и буден род Кирчевци (Кирчоолар). Общината се е помещавала на първо време в неговата къща, в която е имало помещение за дюкян. По онова време кметът се е грижел за училището. С негово знание са се пазарели и учителите.

## Кметове
• Тодор Стойков
• Иван Поп Николов
• Иван Ст. Арнаудов
• Стоян Ст. Войчев
• Тодор Бояджиев,
• Кирчо Иванов Кирчев
• Никола Ив. Кривулев
• Никола Петков Михов
• Никола Н. Манчев
• Иван Хр. Кожухаров
• Иван Ст. Степанов
• Стефан Н. Кескинев
• Кръстю Ив. Пашов
• Петко Тодоров Дончев – 1944 – 1952 г.
• Стефан Ненчев Мандров
• Драган Стефанов
• Стефка Ив. Аманова
• Христо Кирчев Кирчев
• Михаил Петр. Михов
• Кина Алекс. Кирчева
• Тодор Дим. Костадинов
Тези са били управниците на с. Марян от Освобождението до 1968 година. Изпълняващите длъжността кмет са наричани най-напред кметски наместници, а после – пълномощници. До уедряването малките селски общини са управлявани от 5 – 10 души (общински) съветници, избирани от населението чрез тайно гласоподаване.

## Обществени институции
- Народно читалище „Наука“ с. Марян

## Културни и природни забележителности
Килийно училище в селището е съществувало около 1835 година, когато е изградена църквата „Свето Преображение Господне“. Същата е ремонтирана и възстановена през 1870 година и по-късно след разоряването на селото от войските през 1878 година. Заниманията са водени в една от стаите до църквата. През 1870 година е построена училищната сграда. Тя била опожарена през Освободителната война и изградена отново след Освобождението, а през 1904 година – разширена и преустроена. През 1920 година е открита прогимназия, която по-късно се премества в село Чакали.
Местното читалище „Наука“ е основано в 1900 г. по инициатива на Петър Кирчев и Коста Кирчев. На 5 декември 1934 г. е открита новопостроената читалищна сграда, комбинирана с общинско управление и потребителна кооперация. През 1953 год, към читалището е открита детска музикална школа. В последното десетилетие през месец август, в читалището на Марян, както и в читалищата на съседните села Руховци, Костел и др. се организира международен балетен курс, воден от примабалерината на Софийската опера, пряка потомка на марянски род, Диляна Никифорова. В курса се включват деца на различна възраст и с различна националност, като празничната вечер с гала концерт-спектакъл е винаги свързана с наближаващия събор на селото.

## Редовни събития
- Ежегоден събор на празника Преображение Господне (стар стил) – 19 август.

## Други
Село Марян има певческа група с много добри успехи, както в България, така и зад граница.